# الجريح (فلم)
الجريح، فيلم دراما مصري صدر عام 1985، وهو من تأليف وإخراج مدحت السباعي.

## القصة
تحكي قصته عن الشاب عصام الهلالي الذي كان يعيش طوال عمره في سويسرا وحيدا ليتعالج من مرض السرع وكان له بعض الاقارب في مصر فنزل إليهم بعد أن نفذت منه الأموال بعد وفاته والده وعدم مقدرته على الإكمال في العمل وتتزالى الأحداث ويبدا عصام في مرحه النهاية(الموت) بسبب ورم في المخ تطورا لحاله السرع التي فقد الأطباء الامل في أن يشفا منها ومات عصام في النهاية لكن بعد أن اعاد حقوق والده التي سرقت بعدما مات وتزوج بابنه اقاربه وكتب لها الكثير من ثروته التي كان يخفي معظمها عن الجميع
ومات على شاطئ البحر مع غروب الشمس.

## بطولة
- محمد صبحي: عصام الهلالي
- فريد شوقي
- ليلى علوي
- هدى سلطان
- صفية العمري
- محيي إسماعيل
- مجدي وهبة
- يوسف عيد
- إبراهيم قدرى
- محمد أبو حشيش
- مطاوع عويس
- لويس يوسف
- يوسف رجائي
- صادق امين
- ناجى سعد
- نبيل الشاذلي
- سلوى محمود
- سيد مصطفى

## إدارة
- إخراج: مدحت السباعى
- تأليف: مدحت السباعى
- تصوير: عبد المنعم بهنسى
- إنتاج::السباعى فيلم
- موسيقى:عمار الشريعى الألحان والموسيقى التصويرية

## روابط خارجية
- الجريح على موقع الدهليز
- الجريح على موقع قاعدة بيانات الأفلام العربية